# Шестоднев
Шестоднев — поширені в візантійській, слов'янській та інших християнських писемних традиціях екзегетичні твори релігійно-філософського і богословського характеру, що представляють собою тлумачення перших глав книги Буття, спрямовані проти фізичних теорій «еллінських мудреців» і пояснювали основи світобудови з точки зору християнського вчення. Складаються, як правило, з шести окремих трактатів, по числу шести днів творення світу.

Шестодневи створені відомими церковними письменниками на рубежі пізньої Античності та раннього Середньовіччя. Являють собою з'єднання виробленого класичною наукою знання про світ і християнської теорії світобудови. У слов'янській книжності відомо кілька перекладних Шестодневів.